# Ethan Ebanks-Landell
Pour les articles homonymes, voir Ebanks.
Ethan Reid Ebanks-Landell, né le 12 décembre 1992 à West Bromwich, est un footballeur anglais. Il évolue au poste de défenseur au Rochdale AFC.

## Carrière
Ethan Ebanks-Landell est prêté en 2012 au Bury FC.
Le 31 août 2016 il est prêté à Sheffield United.
Le 14 juillet 2017, il est prêté à Milton Keynes Dons.
L'11  janvier 2019, il est prêté à Rochdale.
Le 31 mai 2019, il rejoint Shrewsbury Town.
Le 12 juin 2022, il rejoint Rochdale.

## Statistiques
| Saison                | Club                    | Championnat           | Championnat | Championnat | Coupe(s) nationale(s) | Coupe(s) nationale(s) | Total | Total |
| Saison                | Club                    | Division              | M.          | B.          | M.                    | B.                    | M.    | B.    |
| 2011-2012             | Wolverhampton Wanderers | Premier League        | 4           | 1           | 0                     | 0                     | 4     | 1     |
| 2012-2013             | Wolverhampton Wanderers | Championship          | 0           | 0           | 0                     | 0                     | 0     | 0     |
| 2012-2013             | Bury FC (prêt)          | League One            | 24          | 0           | 2                     | 0                     | 26    | 0     |
| 2013-2014             | Wolverhampton Wanderers | League One            | 7           | 2           | 3                     | 0                     | 10    | 2     |
| 2014-2015             | Wolverhampton Wanderers | Championship          | 14          | 2           | 1                     | 0                     | 15    | 2     |
| 2015-2016             | Wolverhampton Wanderers | Championship          | 21          | 1           | 4                     | 0                     | 25    | 1     |
| Total sur la carrière | Total sur la carrière   | Total sur la carrière | 70          | 6           | 10                    | 0                     | 80    | 6     |

## Palmarès
Il remporte la League One en 2014 avec les Wolverhampton Wanderers et en  2017 avec Sheffield United.